# أبشرون
شبه جزيرة أبشيرون (بالأذرية: Abşeron yarımadası) هي شبه جزيرة داخل بحر قزوين في شرق أذربيجان. وتعتبر من أكثف المناطق سكاناً في البلاد حيث توجد بها باكو، عاصمة البلاد وأكثر مدنها اكتظاظًا بالسكان.
تمتد 60 كـم (37 ميل) شرقاً في بحر قزوين، ويبلغ أقصى عرض لها 30 كـم (19 ميل). يوجد بها منتزه أبشيرون الوطني.

## الأهمية الاقتصادية
تعتبر شبه جزيرة آبشوران من أهم مناطق إنتاج النفط في جمهورية أذربيجان إضافة إلى أنها من المناطق الزراعية الخصبة في البلاد.